# Martin Sorakov
Martin Plamenov Sorakov (in bulgaro Мартин Пламенов Сораков?; Sofia, 23 ottobre 2003) è un calciatore bulgaro, attaccante del Montana in prestito dallo Slavia Sofia.

## Carriera

### Club
Cresciuto nel settore giovanile dello Slavia Sofia, debutta in prima squadra il 13 febbraio 2021 in occasione dell'incontro di Părva profesionalna futbolna liga perso 1-0 contro il CSKA Sofia.

### Nazionale
Ha giocato nelle nazionali giovanili bulgare Under-17, Under-19 ed Under-21.

## Statistiche
Statistiche aggiornate al 20 novembre 2021.

### Presenze e reti nei club
| Stagione        | Squadra         | Campionato      | Campionato | Campionato | Coppe nazionali | Coppe nazionali | Coppe nazionali | Coppe continentali | Coppe continentali | Coppe continentali | Altre coppe | Altre coppe | Altre coppe | Totale | Totale | Totale |
| Stagione        | Squadra         | Comp            | Pres       | Reti       | Comp            | Pres            | Reti            | Comp               | Pres               | Reti               | Comp        | Pres        | Reti        | Pres   | Reti   |        |
| --------------- | --------------- | --------------- | ---------- | ---------- | --------------- | --------------- | --------------- | ------------------ | ------------------ | ------------------ | ----------- | ----------- | ----------- | ------ | ------ | ------ |
| 2020-2021       | Slavia Sofia    | 1L              | 11         | 0          | CB              | 3               | 0               |                    | -                  | -                  |             | -           | -           | 14     | 0      |        |
| 2021-2022       | Slavia Sofia    | 1L              | 14         | 1          | CB              | 1               | 0               |                    | -                  | -                  |             | -           | -           | 15     | 1      |        |
| Totale carriera | Totale carriera | Totale carriera | 25         | 1          |                 | 4               | 0               |                    | -                  | -                  |             | -           | -           | 29     | 1      |        |